# 米亚罗自然保护区
米亚罗自然保护区位于中国四川省阿坝藏族羌族自治州理县境内，与四川草坡自然保护区和卧龙国家级自然保护区交界, 以大熊猫、川金丝猴、林麝等为主要保护对象。总面积160,731公顷。保护区有兽类76种, 鸟类210种, 爬行类17种, 两栖类10种, 鱼类12种。